# Ondřej Čoudek
Ondřej Čoudek (* 25. říjen 2004, Česko) je český fotbalový obránce a mládežnický reprezentant, od června 2025 hráč klubu SK Artis Brno.

## Kariéra
S fotbalem začal v jihočeském klubu SK Dynamo České Budějovice, postupně se zde vypracoval až do prvního týmu. Několik zápasů odehrál jako kapitán. V červnu 2025 přestoupil do druholigového klubu SK Artis Brno.